# Geri's Game
Geri's Game (El Juego de Geri en Latinoamérica, y El Maestro de Ajedrez en España) es un corto de animación de 1997 de la factoría Pixar, ganador del Premio Óscar de la Academia al mejor cortometraje animado. El corto fue escrito por Jan Pinkava y aparece como apertura de las películas A Bug's Life (1998) y Home on the Range (2004).

## Argumento
La historia ocurre en un parque vacío durante el otoño. El personaje del título, Geri, es un anciano que juega al ajedrez contra sí mismo, "convirtiéndose" en cada uno de los jugadores en cada turno, pasándose al otro lado del tablero y alternadamente poniéndose y quitándose los lentes. A medida que el juego progresa, da la impresión de que hay dos personas jugando. El Geri sin lentes parece estar a punto de derrotar al Geri con lentes, al que sólo le queda su rey. El Geri con lentes lo engaña entonces a su rival distrayéndolo haciendo que le dio un ataque al corazón pero que solamente finge y luego girando el tablero, de manera que ahora el Geri sin lentes es quien solo tiene a su rey haciendo que el Geri sin lentes se rinda y tira el mismo su pieza. El Geri con lentes gana y el Geri sin lentes le entrega aquello que se disputaban mediante el juego: sus dientes postizos. La toma final le recuerda al espectador que solo hay un Geri y se revela que estaba jugando el mismo solo.
|       |       |       |       |       |       |       |       |    |  |
|       | a8 kd | b8    | c8    | d8    | e8    | f8    | g8 rd | h8 |  |
| a7 pd | b7    | c7 pd | d7    | e7    | f7    | g7    | h7    |    |  |
| a6    | b6 pd | c6    | d6 nd | e6    | f6    | g6    | h6    |    |  |
| a5    | b5    | c5    | d5    | e5    | f5    | g5    | h5    |    |  |
| a4 bd | b4 bd | c4    | d4    | e4    | f4 nd | g4    | h4 rd |    |  |
| a3    | b3    | c3 pd | d3 pd | e3    | f3    | g3    | h3    |    |  |
| a2    | b2    | c2    | d2 pd | e2 pd | f2 pd | g2    | h2    |    |  |
| a1    | b1    | c1    | d1    | e1 qd | f1    | g1 kl | h1    |    |  |
|       |       |       |       |       |       |       |       |    |  |

## Análisis
Esta situación desarrolla un conflicto de tipo interno, puesto que el oponente del protagonista es él mismo y el motivo del conflicto es la partida misma de ajedrez y el objetivo principal es ganar la dentadura. Se estructura en varias partes; en la primera el señor organiza las fichas en el juego de ajedrez e inicia la partida; en la segunda se desarrolla la partida con una ágil descripción de las dos identidades del personaje; en la tercera hay un giro porque el bueno e inocente finge un ataque al corazón, y mientras el otro se preocupa por si le pasa algo, éste le da la vuelta al tablero y se cambian los papeles. La última parte es cuando éste gana la partida gracias al fingimiento y por lo tanto gana la dentadura. Mediante las gafas se identifica a uno de ellos, que es más tranquilo y pacífico, mientras que el otro es más agresivo y está dispuesto a humillar al otro con sus jugadas, y se lo puede considerar en esta situación como el malo de la historia, sumado a que además juega con las fichas negras y a su lado los árboles son rojos; todo lo contrario del otro personaje que se podría identificar como el bueno, el cual tiene las fichas blancas y a su alrededor los árboles son amarillos. Por otro lado, el sonido acompaña al personaje en todo momento.

## Cameos
Geri tuvo luego un cameo en Toy Story 2, representando al restaurador de juguetes que se encarga de Woody. Uno de los cajones de su caja de herramientas contiene las piezas de ajedrez que se ven en el corto. Su voz fue interpretada por Jonathan Harris.

## Premios
- 1998-Premio de la Academia, EE. UU.-Mejor Corto Animado
- 1998-Festival de Animación Anima Mundi-Mejor Película x2
- 1998-Festival Internacional Annecy de Películas Animadas-Jan Pinkava
- 1998-Premios Annie-Logro Sobresaliente en Corto Animado
- 1998-Festival de cine de Florida-Mejor Corto
- 1998-World Animation Celebration-Mejor CGI 3D Profesional, Jan Pinkava
- 1998-Festival Mundial de Filmes Animados de Zagreb-Favorito de Internet